# Стефан Душан
Стефа́н У́рош IV Ду́шан (також  Душан Могутній, серб. Стефан Урош IV Душан Силни, 1308—1355) — сербський король (1331—1346 роки) з роду Неманичів, у 1346-1355 роках — цар сербів і греків. 
Титулував себе: імператор і автократ сербів, греків, болгар і албанців. А також великий король (серб.: Велики краљ).
Внаслідок ряду успішних воєн під його проводом Сербське королівство стало найсильнішою державою регіону, включивши до свого складу значну частину Балканського півострова, і перетворилося в потужного конкурента Візантійської імперії. За правління царя Стефана у країні була проведена кодифікація права (зокрема, був створений «Законник» — звід юридичних норм середньовічної Сербії), набула поширення візантійська культура.
Освіту здобув в Константинопольському університеті.

## Шлях до влади
Стефан Душан — син короля Стефана Уроша III Дечанского (1321-1331) і дочки болгарського царя Смільця (1292-1298 роки). Стефан Урош III підняв заколот проти свого батька, короля Стефана Уроша II Милутина, був осліплений, кинутий у в'язницю, а потім разом із дружиною та сином, маленьким Стефаном, висланий у Константинополь. Аж до 13 років Стефан жив і виховувався у Константинополі.
Ще до сходження на престол прославився в битві під Вельбуджі (1330 рік), де сербські війська розбили болгар, а болгарський цар Михайло Шишман був захоплений у полон.
У 1331 році Стефан скинув свого батька з престолу і, очевидно, позбавив його життя. «Удушення короля Дечанського» стало одним з найвідоміших сюжетів сербського фольклору. Звідси походить і похмуре прізвисько Стефана — «Душан». У тому ж році новий сербський король одружився з сестрою нового болгарського царя Івана Александра Єленою, завдяки чому був забезпечений тривалий мир між двома слов'янськими державами.

## Сербія за Стефана Душана
Внаслідок ряду воєн із Візантією та Угорщиною Стефану Душану вдалося створити величезну державу, в межі якої входили Македонія, Епір, Фессалія, частина Фракії. Відображенням цього стала у 1346 його коронація як Царя сербів і греків при одночасному встановленні в Сербській православній церкві патріархату. У 1349 році видав так званий «Законник Стефана Душана» — збірку законів Сербії.
Син Стефана Душана, Стефан Урош V, був останнім королем Сербії.

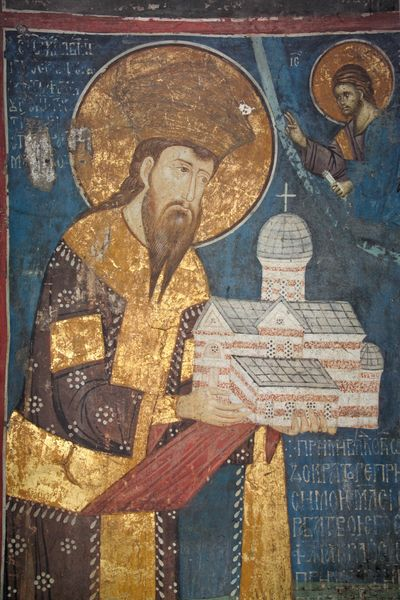
Стефан Дечанський, батько Стефана Душана. Фреска
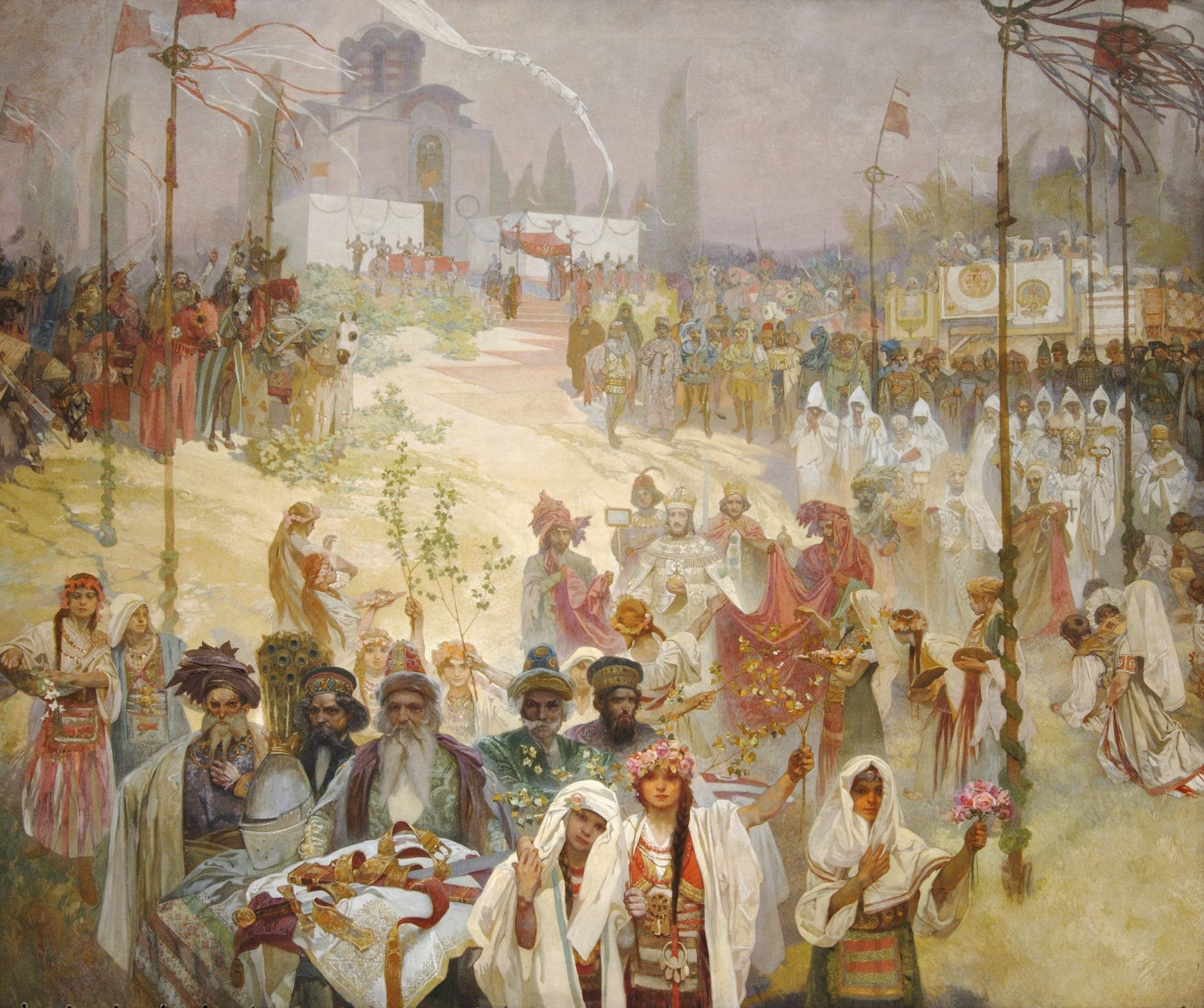
Альфонс Муха. «Коронація сербського царя Стефана Уроша IV Душана як імператора Східної римської імперії»
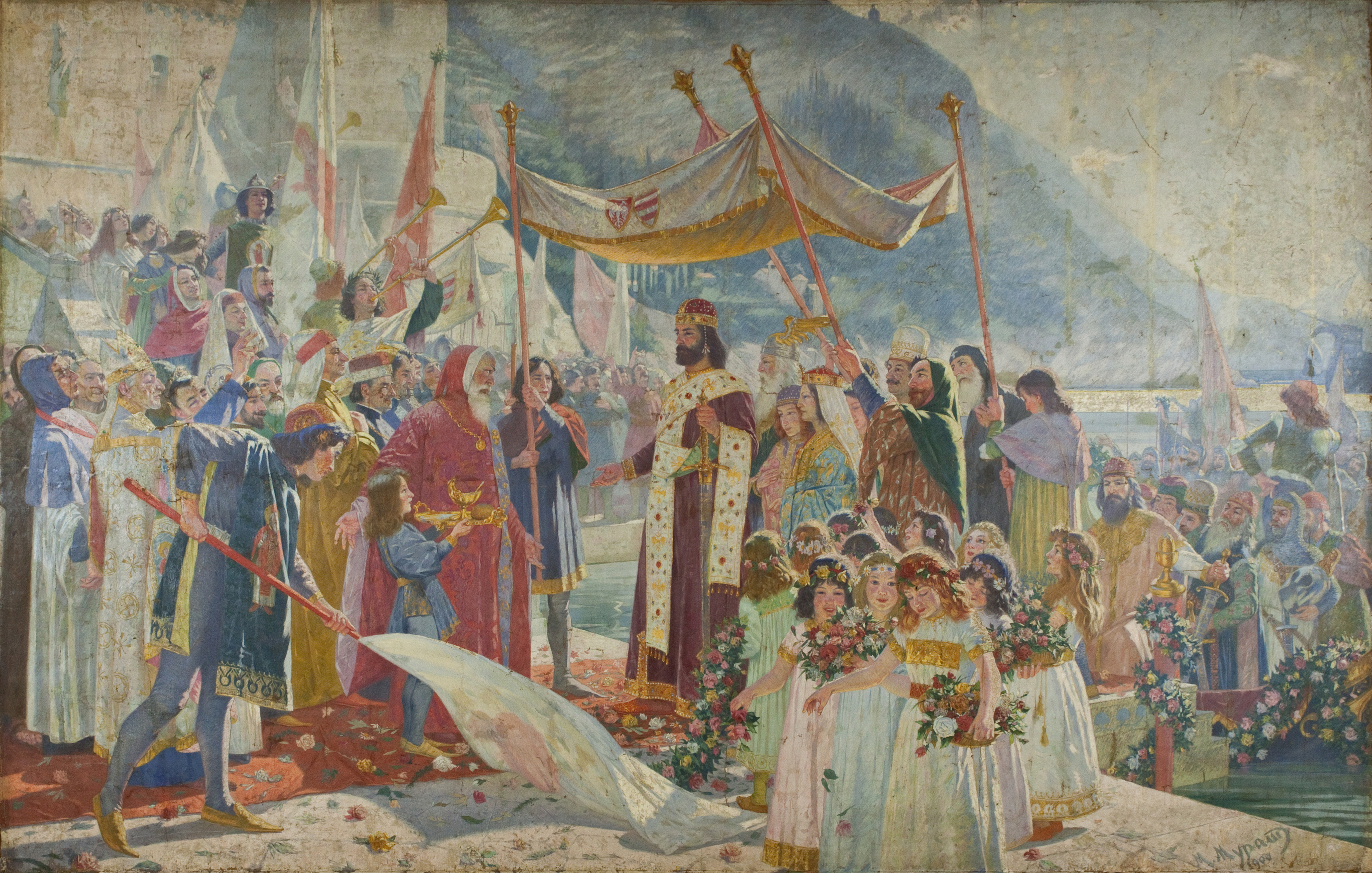
Цар Душан у Дубровнику
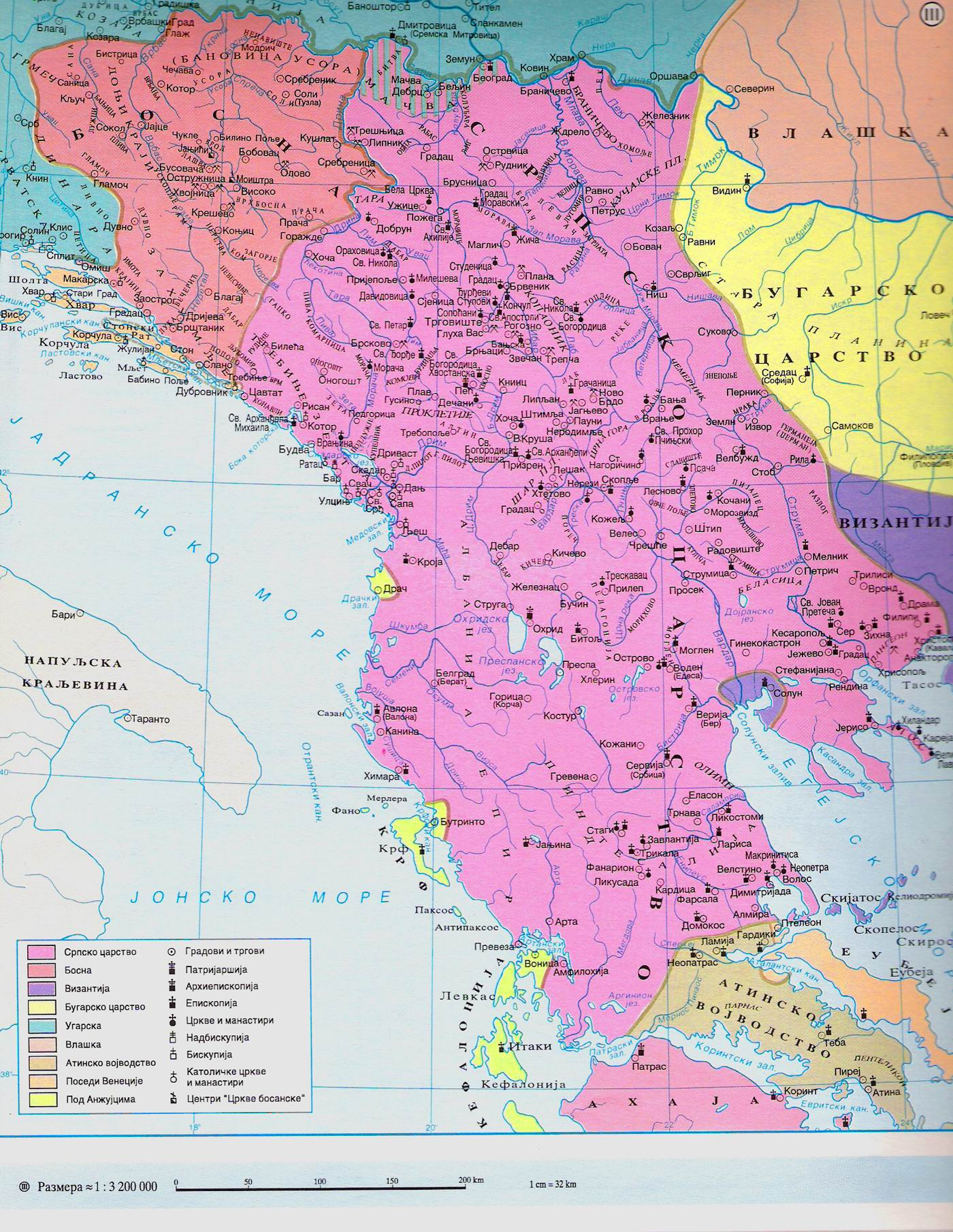
Сербська держава за Стефана Душана (1350)
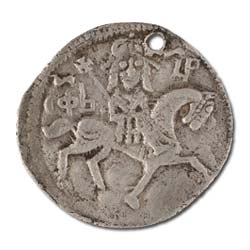
Монета Стефана Душана